# Pleurocerinella haladai
Pleurocerinella haladai är en tvåvingeart som beskrevs av Stuke 2009. Pleurocerinella haladai ingår i släktet Pleurocerinella och familjen stekelflugor.
Artens utbredningsområde är Moçambique. Inga underarter finns listade i Catalogue of Life.